# Pachyanthidium paulinieri
Pachyanthidium paulinieri là một loài Hymenoptera trong họ Megachilidae. Loài này được Guérin-Méneville mô tả khoa học năm 1845.